# Miyū Sawai
Miyū Sawai (jap. 沢井美優 Sawai Miyū; * 23. Oktober 1987 in der Präfektur Kanagawa)  ist ein japanisches Idol. Sie arbeitet als Schauspielerin, Model und Sängerin.

## Biografie
Miyū Sawai modelt regelmäßig für Love Berry, hat Yōko Kimura in Kids Wars 5 gespielt, sowie Shun Sugita in dem Kurzfilm Shun. Außerdem spielte sie in Werbespots für Tokio Disney Sea und für das Software-Unternehmen IchiTarou 12. Im Alter von vierzehn Jahren brachte sie außerdem ein eigenes Fotobuch mit dem Namen Myu heraus. 
Ihre erste große Rolle hatte sie in der Tokusatsu-Fernsehserie Sailor Moon, wo sie die Hauptrolle, Usagi Tsukino, spielte. Am 22. Oktober 2022 gab Sawai bekannt, dass sie mit dem Komiker Hiroyuki Takagishi verheiratet ist. Im selben Jahr war sie in der Serie The Sunflower Disappeared in the Rain zu sehen.

## Filmografie (Auswahl)
Filme
- 2005: A Chain of Cursed Murders
- 2008: Kung Fu Girl
- 2010: Kamen Rider × Kamen Rider W & Decade: Movie War 2010
- 2010: Space Battleship Yamato

Serien
- 2003–2004: Bishōjo Senshi Sailor Moon
- 2005: Kids Wars 5
- 2013: Kamen Rider Wizard
- 2016: Kamen Rider Amazons
- 2019: Kishiryu Sentai Ryusoulger
- 2022: The Sunflower Disappeared in the Rain